# 裸壮绵鳚
裸壮绵鳚，為輻鰭魚綱鱸形目绵鳚亞目绵鳚科的其中一種，分布於東北太平洋區的加拿大卑詩省海域，屬底棲性魚類，棲息深度1829-3225公尺，體長可達42.2公分。

## 扩展阅读
維基物種上的相關：裸壮绵鳚